# Joe Guy
Joseph Guy, detto Joe (Birmingham, 20 settembre 1920 – New York City, 1962), è stato un trombettista jazz statunitense.

## Biografia
La sua carriera professionale iniziò in seno al gruppo del pianista Fats Waller, proseguì poi in quello di Coleman Hawkins.
Fu uno dei primi trombettisti di bebop che si esibirono al "Minton's" di New York City, assieme ad altri musicisti jazz, quali Charlie Christian, Thelonious Monk, Nick Fenton, Kenny Clarke.
Successivamente collaborò con Charlie Barnet, con il trombettista Cootie Williams e con il direttore d'orchestra Lucky Millinder.
Partì poi per la California, dove, nel 1945, partecipò ai primi tour del "Jazz At The Philharmonic" (concerti di jam-session, che si svolgevano al "Philharmonic Auditorium" di Los Angeles, patrocinate dal produttore, Norman Granz). Fu in seguito accompagnatore musicale di Billie Holiday, di cui fu, forse, il secondo marito negli Anni Cinquanta (pare che i due non avessero però la licenza di matrimonio). Durante quel periodo, oltre ad affiancare la cantante nei concerti pare che il giovane facesse da intermediario nella fornitura di stupefacenti alla cantante, che egli avrebbe ritirato mentre accompagnava il suo boxer a passeggio, consegnandoglieli al ritorno.
Ritiratosi già all'inizio degli anni cinquanta, suonò, in seguito, solo sporadicamente. Il suo stile si ispira a quello di Roy Eldridge.